# 九十九島 (西海國立公園)

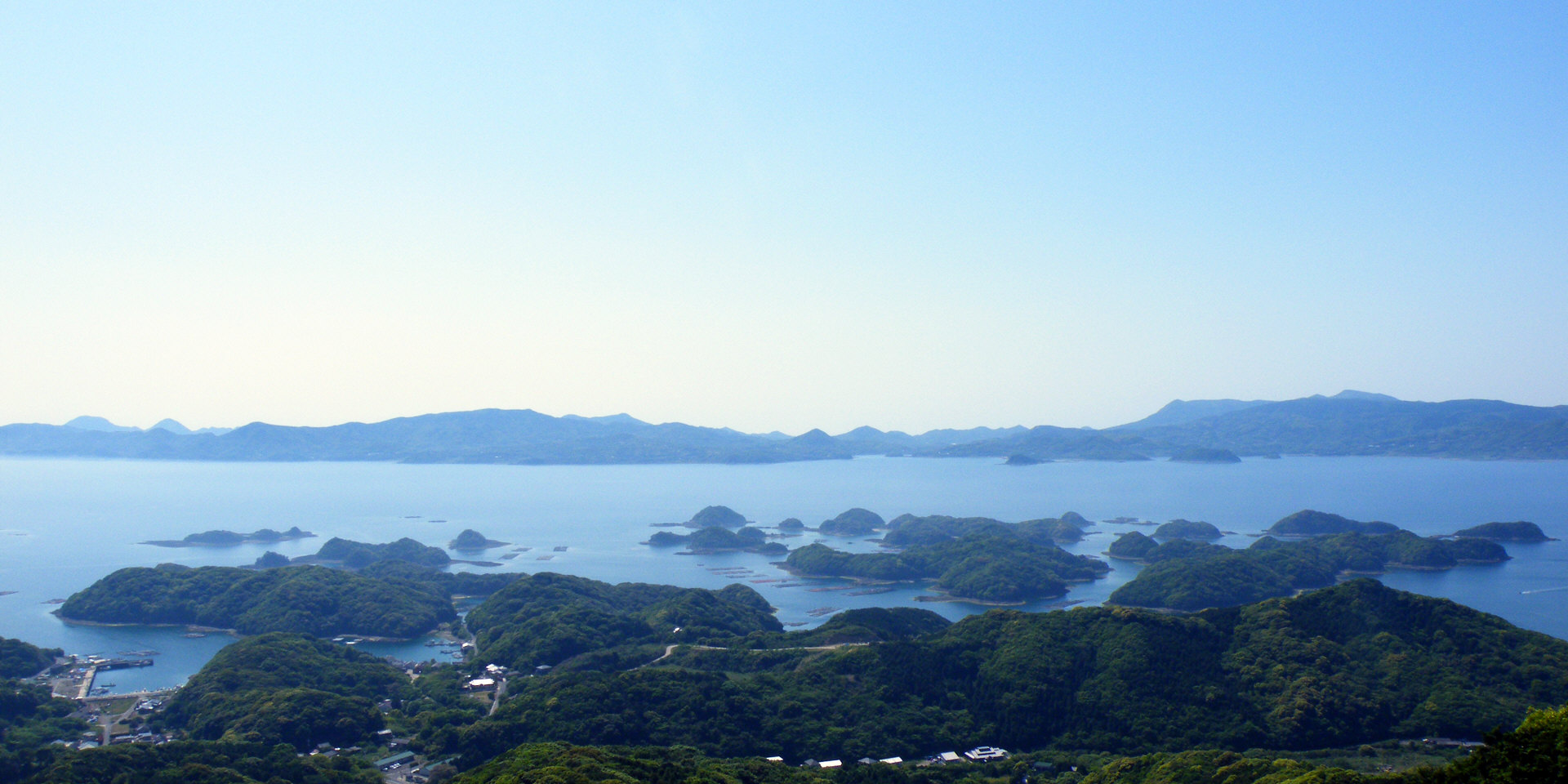
北九十九岛（拍摄于长串山公园）

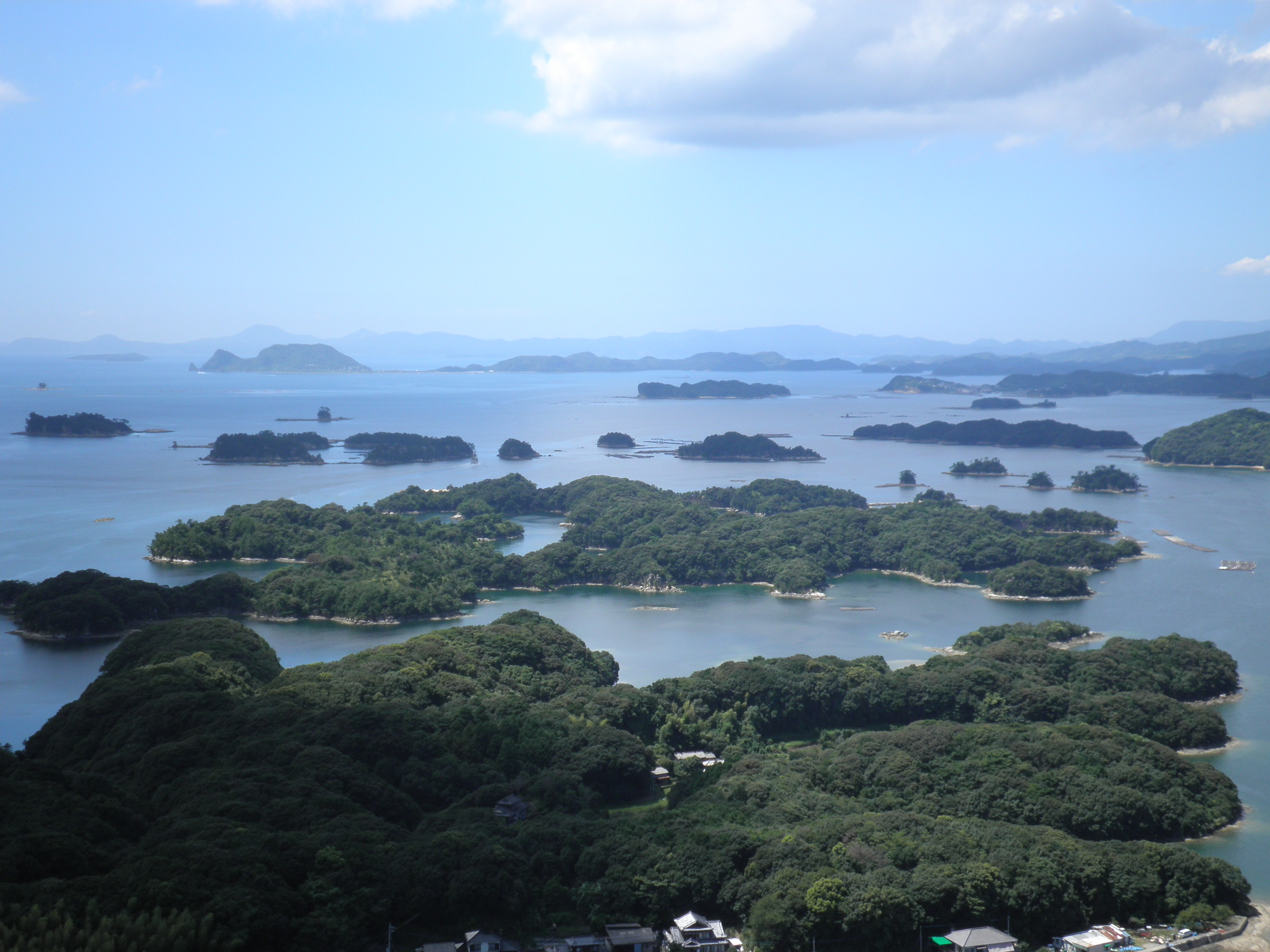
南九十九岛（拍摄于展海峰）

九十九岛（日语：／ Kujūkushima */?）是日本的溺湾群岛，位于长崎县佐世保市和平户市一带的北松浦半岛西侧沿岸。九十九岛全域皆属于西海国立公園。

## 地理·概要
九十九岛现有208座岛屿，此数据来自于“九十九岛数量调查研究会”。但是基于岛的不同定义等因素，其数目也有其他说法。
九十九岛在江户时代由平户藩藩主松浦静山仿照今秋田县的象泻九十九岛命名。来此测绘的伊能忠敬曾作狂歌（年近古稀亦逢春，相神浦上九十九岛，处处有松林）留念。
作为观光地，九十九岛位列日本百景。以佐佐川河口为界，北侧为“北九十九岛”，南侧为“南九十九岛”。西海珍珠海度假村在南九十九岛区域，位于佐世保市鹿子前。此处有观光船“珍珠皇后”（日语：パールクィーン）、“未来”（日语：みらい）以及其他游览船可以进行海上观光，此外也有海上皮艇、帆船等海上运动。
此地也出产牡蛎（捕捞、养殖）等海鲜。当地渔业协会在春冬两季举办活动进行宣传。
佐世保市从1999年起，将9月19日定为「九十九岛之日」，每年的这一天前后，在西海珍珠海度假村举办“九十九岛祭典”（日语：九十九島の祭典）。

### 主要的岛屿
- 黑岛（日语：黒島 (長崎県佐世保市)）
- 高岛（日语：高島 (長崎県佐世保市)）
- 前岛
- 鼕泊岛
- 赤岛
- 松浦岛

## 九十九岛八景
九十九岛八景是佐世保市在2008年9月19日认定的以观赏九十九岛风景为主的八个景点。
- 弓张岳（日语：弓張岳）展望台（佐世保市）
- 展海峰（日语：展海峰）（佐世保市）
- 鹈渡越展望台（佐世保市）
- 石岳展望台（佐世保市）
- 船越展望所（佐世保市）
- 高岛番岳（佐世保市）
- 冷水岳公园（佐世保市小佐佐町矢岳）
- 长串山公园（日语：長串山公園）（佐世保市鹿町町长串）：以杜鹃花闻名

## 动植物
- 三棘鲎
- 鹿子百合：佐世保市市花
- 常春油麻藤：原产中国，日本国内仅九十九岛的时钟岛（日语：／）和熊本县山鹿市菊鹿町相良有野生。

## 相关作品
以下作品使用了九十九岛的风景作为舞台或者外景。
- 最后的武士
- 地海战记
- 坂道上的阿波罗

## 其他
- 爱称为“九十九岛”的准急列车·急行列车曾于1963年至1968年期间运行于长崎站和博多站之间（经由筑肥线、松浦线、大村线）。该列车于1968年10月的时刻表调整（日语：ヨンサントオ）中被改名为“平户”（至1988年废止）。2001年，佐世保市建市100周年时，当地也发起了申请将佐世保线的特急列车“绿”改名为“九十九岛”的社会运动，以市内为中心收集请愿签名并提交给了JR九州。尽管该请愿至2015年仍未获得实现，在2013年5月6日，以“九十九岛绿”（日语：九十九島みどり）为名运行了“绿”号列车的临时列车（上行两车次下行一车次）。列车内进行了赠送九十九岛煎饼（日语：九十九島せんぺい）等小礼物的宣传活动。[7]此后在夏季和冬季“九十九岛绿”也数度以“绿”号的临时加开列车形式出现。[8][9][10]
- 1991年至2008年间，由西铁高速巴士（日语：西鉄高速バス）和西肥巴士（日语：西肥自動車）运营的名为“九十九岛号（日语：九十九島号）”的高速巴士运行于福冈县北九州市砂津（日语：砂津バスセンター）和长崎县佐世保市佐世保巴士中心（日语：佐世保バスセンター）之间。
- 2010年并入佐世保市的北松浦郡鹿町町内有原来称为“九十九岛免”的村落（其区域包含北九十九岛）。在并入佐世保市后，称为“某某免”的地名都将免（日语：免）字除去，九十九岛免也改名为“鹿町町九十九岛”。

## 关联条目
- 九十九岛（岛原市）（日语：九十九島 (島原市)）
- 九十九岛煎饼（日语：九十九島せんぺい）
- 最后的武士
- 九十九里滨
- SanaSenaBona（日语：さなせなぼな） - 九十九岛当地吉祥物